# Paolo Savona
Paolo Savona (Cagliari, 1936. október 6. –) olasz közgazdász, egyetemi tanár.

## Élete
1993 áprilisától egy évig a gazdasági minisztériumot vezette Carlo Azeglio Ciampi kormányában, a harmadik Berlusconi-kormány (2005–2006) idején pedig az EU politikai osztályt vezette a magyar miniszterelnöki hivatalnak megfelelő kormányzati szervezeti egységben, a „minisztertanács elnökségében” (Presidenza del Consiglio dei ministri).
Személyén bukott el először a 2018-as olaszországi parlamenti választások győztes pártjainak kormányalakítási kísérlete. Az 5 Csillag Mozgalom és az Északi Liga miniszterelnök jelöltje, Giuseppe Conte őt szerette volna gazdasági miniszternek, ezt azonban Sergio Mattarella államfő elutasította, azzal az indoklással, hogy Savona túlságosan euroszkeptikus és németellenes. Később mégis megalakult a kormány, melyben pont az európai uniós ügyekért felelős miniszter lett.

## Művei
- La liquidità internazionale: proposta per la ridefinizione del problema, Il Mulino, Bologna, 1972 (M. Fratiannival)
- La sovranità monetaria, Buffetti Edizioni, Róma, 1974
- L'Italia al bivio: ristagno o sviluppo, (Giorgio La Malfa és Enzo Grilli társszerzőségével), Laterza Edizioni, Róma, 1985
- Eurodollars and International Banking, McMillan, London, 1986 (G. Sutijával)
- Strategic Planning in International Banking, McMillan, London,   1986 (G. Sutijával)
- Strutture finanziarie e sviluppo economico, Guerini Ass., Milánó, 1989
- World Trade: Monetary Order and Latina America, Mc Millan, London, 1990 (G. Sutijával)
- Il terzo capitalismo e la società aperta, Longanesi & C., Milánó, 1993
- Geoeconomia - Il dominio dello spazio economico, Franco Angeli, Milánó, 1995 (Carlo Jeannal)
- L'Europa dai piedi d'argilla – Basi empiriche, fondamenti logici e conseguenze economiche dei parametri di Maastricht (Carlo Vivianival), Libri Scheiwiller, Milánó, 1995
- Gli enigmi dell'economia. Come orientarsi nella scienza che condiziona la nostra vita, Mondadori Ed., Milano, 1996
- La disoccupazione e il terzo capitalismo: lavoro, finanza, tecnologia nell'era del mercato globale, interjú Gianni Pasquarelli vel, Sperling & Kupfer Editori, Milánó, 1997
- Inflazione, disoccupazione e crisi monetarie: come nascono, come si perpetuano e come si stroncano, Sperling & Kupfer Editori, Milano 1998
- Che cos'è l'economia, Sperling & Kupfer Editori, Milano 1999
- Alla ricerca della sovranità monetaria: breve storia della finanza straniera in Italia, Libri Scheiwiller - Collana Bianca Intesa, Milano 1999 e in edizione ridotta, Milano 2000
- Sovranità & ricchezza - Come riempire il vuoto politico della globalizzazione, Sperling & Kupfer Editori, 2001, 1st and 2nd edition (Carlo Pelandával)
- Politica economica e new economy (gyakorló CD-ROM-mal), McGraw-Hill Italia, Milánó, 2002
- Geopolitica economica. Globalizzazione, sviluppo e cooperazione, Sperling & Kupfer Editori, Milánó, 2004
- Sovranità & fiducia – Principi per una nuova architettura politica globale, Sperling & Kupfer Editori, Milánó, 2005 (Carlo Pelandával)
- John Stuart Mill – Stuart Mill visto da Paolo Savona, Collana "I momenti d'oro dell'economia", Luiss University Press, Róma, 2006
- Paolo Sylos Labini visto da Paolo Savona, Collana "I momenti d'oro dell'economia", Luiss University Press, Róma, 2007
- L'Esprit d'Europe. Come recuperarlo riformando le istituzioni, Rubbettino Editore, Soveria Mannelli, 2007
- I momenti d'oro dell'economia visti da Paolo Savona, Collana "I momenti d'oro dell'economia", Luiss University Press, Róma, 2008
- Il governo dell'economia globale. Dalle politiche nazionali alla geopolitica: un manuale per il G8, Collana Formiche, Marsilio, Velence 2009
- Il ritorno dello Stato padrone. I Fondi sovrani e il grande negoziato globale, Rubbettino Editore, Soveria Mannelli 2009 (with Patrizio Regola)
- Sugli effetti macroeconomici dei contratti derivati. Dieci lezioni, (angol verzió), Luiss University Press, Róma, 2010
- “On Monetary Analysis of Derivatives” (Aurelio Maccario és Chiara Oldani közreműködésével), The New Architecture of the International Monetary System, Kluwer Academic Publishers, Boston-Dordrecht-London, 2000
- “Derivatives, Fiscal Policy and Financial Stability (Chiara Oldanival), The ICFAI Journal of Derivatives Markets, n. 3, 2005, 7–25. o.
- “Derivatives, Money and Real Growth”, in Review of Financial Risk Management, National Taiwan University, Taipei n. 4, 2007, 105–120. o.
- “Subprime Credits or Subprime Policies? Some Thoughts on the Impact of the Credit Crisis on World Development”, Review of Economic Conditions in Italy, n. 1, 2008, 123–130. o. (“Subprime Credits or Subprime Policies? The Derivatives Conundrum”, Chiara Oldani, Rainer S. Masera és Giancarlo Mazzoni közreműködésével, a Sixth Lucca Colloquium su Derivatives, Risk-Return and Subprime, Lucca, 2008. szeptember 19-én, a Fondazione Cesifin Alberto Predieri és dell’Associazione Guido Carli gondozásában, a Journal of Financial Stability más kiadóival, 149–207. o.)
- Charles P. Kindleberger visto da Paolo Savona, Collana "I momenti d'oro dell'economia", 2ª serie, Luiss University Press, Róma, 2010
- Sviluppo, rischio e conti con l'esterno delle regioni italiane. Lo schema di analisi della "pentola bucata", Laterza, Róma-Bari, 2010 (Riccardo De Bonis és Zeno Rotondi közreműködésével)
- Intelligence economica – Il ciclo dell'informazione nell'era della globalizzazione, Fondazione ICSA-füzetek, Rubbettino Editore, Soveria Mannelli 2011 (Carlo Jeannal)
- Le radici storiche e i fondamenti logici delle considerazioni finali del Governatore Carli (a Considerazioni finali della Banca d'Italia di Guido Carli című műben), Volume 3, Treves Editore, Róma, 2011
- Postfazioni alla ristampa dei volumi di Paolo Baffi "Studi sulla moneta" e "Nuovi studi sulla moneta", Rubbettino Editore, Soveria Mannelli, 2011
- La regionalizzazione del modello di sviluppo basato sulle esportazioni (Zeno Rotondival), Rubbettino, Soveria Mannelli, 2012
- ”Una proposta per ridurre il fardello del debito pubblico italiano” (Michele Fratianni és Antonio Maria Rinaldi), in Leve per avviare la ripresa. Proposte ed esperienze manageriali a confronto, Donato Iacovone és Riccardo Paternò gondozásában, Il Mulino, Bologna, 2013, 101–129. o.
- “Do We Really Understand Derivatives?”, Law and Economics, vol. 2, 2013, 280–295. o., Capriglione Onlus és Queen Mary University http://www.laweconomicsyearlyreview.org.uk/Law_and_Economics_Yearly_Review_LEYR_Journal_vol_2_part_2_2013.pdf
- "Una campana per l’Italia. Enrico Scaretti. A Bell for Italy", Treves editore, Róma, 2013
- “Prefazione” alla riedizione del Breve trattato delle cause che possono far abbondare li Regni d’oro e argento dove non sono miniere con applicazione al Regno di Napoli di Antonio Serra, Rubbettino, Soveria Mannelli, 2013, 5–12. o.
- “Il modello economico di Paolo Baffi”, Bancaria, különszám, n. 11, 2013, 26–33. o.
- “Su ‘i ragazzi di Via Nazionale’ (1963-1976)”, Nuova Antologia, 2014. január–március, 30–38. o.
- "Il banchiere del mondo. Eugene Robert Black e l’ascesa della cultura dello sviluppo in Italia" (Giovanni Faresével), Rubbettino, Soveria Mannelli, 2014
- “Il Codice di Camaldoli letto da un economista”, in Michele Dau, Il Codice di Camaldoli, Castelvecchi, Róma, 2015, 145–155. o.
- "Dalla fine del laissez-faire alla fine della liberal-democrazia. L’attrazione fatale per la giustizia sociale e la molla di una nuova rivoluzione globale", Rubbettino, Soveria Mannelli, 2016
- "Why Democracy State and Market failed to protect the system of individual freedoms", Lambert Academic Publishing, Saarbrücken, 2017 (youcanprint kiadásban is, Lecce, 2017)
- “Beyhond the trilemma. A global design to reconcile democracy, the state and the market” (Giovanni Faresével), World Economics, 2017. július, 123–137. o.

## Fordítás
- Ez a szócikk részben vagy egészben  a   Paolo Savona című angol Wikipédia-szócikk ezen változatának fordításán alapul.  Az eredeti cikk szerkesztőit annak laptörténete sorolja fel. Ez a jelzés csupán a megfogalmazás eredetét és a szerzői jogokat jelzi, nem szolgál a cikkben szereplő információk forrásmegjelöléseként.